# Möckern (Thuringe)
Pour les articles homonymes, voir Möckern (homonymie).
Möckern est une commune allemande de l'arrondissement de Saale-Holzland, Land de Thuringe.

## Géographie
|        |                          | Mörsdorf |
| Quirla | Möckern                  |          |
| Tissa  | Lippersdorf-Erdmannsdorf |          |

## Histoire
Möckern est mentionné pour la première fois en 1281.

## Source de la traduction
- (de) Cet article est partiellement ou en totalité issu de l’article de Wikipédia en allemand intitulé « Möckern (Thüringen) » (voir la liste des auteurs).